# Rohnert Park
Rohnert Park är en stad (city) i Sonoma County, i delstaten Kalifornien, USA. Enligt United States Census Bureau har staden en folkmängd på 41 333 invånare (2011) och en landarea på 18,1 km².